# Université Mendel de Brno
Pour les articles homonymes, voir Mendel.
L’École supérieure d'agriculture et des forêts de Brno (Vysoká škola zemědělská a lesnická v Brně) a été fondée par la loi du 24 juillet 1919. Située à Brno, en Moravie, elle prend, en 1994, le nom du botaniste tchéco-allemand Gregor Mendel, père de la génétique et originaire de Moravie, et devient l’université Mendel de Brno (Mendelova univerzita v Brně).
Elle rassemble une faculté d'agronomie, une d'économie, une d'horticulture et une de sylviculture.

## Recteurs
- Jan Mareš (cs) (depuis 2022)
- Danuše Nerudová (2018-2022), obtient 13,92 % des voix et arrive à la 3e place à l'élection présidentielle tchèque de 2023
- Ladislav Havel (cs) (2014-2018)
- Jaroslav Hlušek (d) (2006-2014)

## Anciens étudiants
- Taťána Malá (née en 1981), femme politique tchèque.